# Nullsummenannahme
Als Nullsummenannahme (häufig auch Fixed-Pie-Annahme) bezeichnet man Verhandlungssituationen, in denen der Nutzen der einen Partei stets zu einem Schaden der Gegenpartei führt. Diese Annahme ist bei ungeübten Verhandlungsteilnehmern weit verbreitet und führt häufig zu schlechten Resultaten, da die Möglichkeit einer Win-win-Situation nicht gesehen wird.
Es konnte gezeigt werden, dass diese häufig fehlerhafte Grundannahme sich übertragen auch im Ökonomieverständnis vieler Laien zeigt. So geht man etwa bei der Bewertung einer politischen Entscheidung von einer festen Anzahl an Arbeitsplätzen aus, die es zu "verteilen" gibt, und übersieht die Möglichkeit, dass durch diese Entscheidung auch neue Arbeitsplätze entstehen könnten.